# Диксон, Кен
Кен Ди́ксон (англ. Ken Dickson; 1 июля 1946 — 15 февраля 2013, Керколди, Файф) — шотландский и британский кёрлингист на колясках.
Участник сборной Великобритании на зимних Паралимпийских играх 2006. Участник сборной Шотландии на нескольких чемпионатах мира.
На чемпионате мира 2002 выступал за сборную Англии.

## Достижения
- Зимние Паралимпийские игры: серебро (2006).
- Чемпионат мира по кёрлингу на колясках: золото (2004, 2005).
- Чемпионат Шотландии по кёрлингу на колясках: золото (2004, 2005).[3]

## Команды
| Сезон   | Четвёртый     | Третий         | Второй      | Первый          | Запасной                             | Турниры            |
| ------- | ------------- | -------------- | ----------- | --------------- | ------------------------------------ | ------------------ |
| 2001—02 | Ian Wakenshaw | Noel Thomas    | Кен Диксон  | Ewan Park       | тренер: Джоан Рид                    | ЧМК 2002 (6 место) |
| 2003—04 | Фрэнк Даффи   | Майкл Маккриди | Кен Диксон  | Эйнджи Мэлоун   | James Sellar тренер: Джейн Сандерсон | ЧМК 2004           |
| 2004—05 | Фрэнк Даффи   | Кен Диксон     | Murray Cran | Margaret Easton |                                      | ЧШК 2005           |
| 2004—05 | Фрэнк Даффи   | Майкл Маккриди | Том Киллин  | Эйнджи Мэлоун   | Кен Диксон тренер: Джейн Сандерсон   | ЧМК 2005           |
| 2005—06 | Фрэнк Даффи   | Майкл Маккриди | Том Киллин  | Эйнджи Мэлоун   | Кен Диксон тренер: Том Пендрей       | ЗПИ 2006           |

(скипы выделены полужирным шрифтом)